# Guo Junjun
Dans ce nom chinois, le nom de famille, Guo, précède le nom personnel.
Guo Junjun (en chinois : 郭君君), née le 2 janvier 1991 est une nageuse chinoise. Lors des Championnats du monde en petit bassin 2012, elle obtient la médaille de bronze lors du relais 4 × 200 m nage libre.

## Palmarès

### Championnats du monde

#### Grand bassin
- Championnats du monde 2015 à Kazan :
  -  Médaille de bronze du relais 4 × 200 m nage libre.

#### Petit bassin
- Championnats du monde 2012 à Istanbul (Turquie) :
  -  Médaille de bronze du relais 4 × 200 m nage libre.
- Championnats du monde 2014 à Doha (Qatar) :
  -  Médaille d'argent du relais 4 × 200 m nage libre.